# 比爾基什鄉
45°58′N 22°10′E / 45.967°N 22.167°E
比爾基什鄉（羅馬尼亞語：Comuna Birchiș, Arad），是羅馬尼亞的鄉份，位於該國西部，由阿拉德縣負責管轄，面積102平方公里，海拔高度142米，2011年人口1,854，人口密度每平方公里20人。